# 유리딘 이인산 글루쿠론산
유리딘 이인산 글루쿠론산(영어: uridine diphosphate glucuronic acid) 또는 UDP-글루쿠론산(영어: UDP-glucuronic acid)은 다당류 생성에 사용되는 당뉴클레오타이드이며, 아스코르브산 생합성 과정의 중간생성물(영장류 및 기니피그는 제외)이다.
UDP-글루쿠론산은 NAD+를 보조 인자로 사용하는 UDP-포도당 6-탈수소효소(EC 1.1.1.22)에 의해 UDP-포도당으로부터 생성된다. UDP-글루쿠론산은 글루쿠로노실트랜스퍼레이스에 의해 촉매되는 반응에서 글루쿠로노실기의 공급원이다.

## 같이 보기
- 글루쿠론산
- 유리딘 이인산 (UDP)